# جمعية المرأة للرياضيات
جمعية المرأة للرياضيات هي جمعية مهنية تتمثل مهمتها في تشجيع النساء والفتيات على الدراسة والحصول على وظائف نشطة في العلوم الرياضية، وتشجيع تكافؤ الفرص والمساواة في المعاملة بين النساء والفتيات في العلوم الرياضية.
تأسست جمعية المرأة للرياضيات في عام 1971 في ولاية ماساتشوستس. جمعية المرأة للرياضيات لديها ما يقرب من 5200 عضو؛ بما في ذلك 250 عضوا مؤسسيا مثل الكليات، والجامعات، والمعاهد، والجمعيات الرياضية. وتقدم العديد من البرامج وورش العمل لإرشاد النساء والفتيات في العلوم الرياضية. ويتم دعم الكثير من أعمال جمعية المرأة للرياضيات من خلال المنح الفيدرالية. 